# Matt Morgan (basket-ball)
Pour les articles homonymes, voir Matt et Morgan.
Cet article concerne un joueur de basket-ball. Pour le catcheur, voir Matt Morgan.
Matthew Garnell Morgan, né le 7 novembre 1997 à Concord, en Caroline du Nord, est un joueur américain de basket-ball évoluant aux postes de meneur et d'arrière. Il mesure 1,88 m.

## Biographie

### Carrière universitaire
Entre 2015 et 2019, il joue pour le Big Red de Cornell à l'université Cornell.

### Carrière professionnelle

#### Raptors 905 (2019-2021)
Le 20 juin 2019, automatiquement éligible à la draft 2019 de la NBA, il n'est pas sélectionné.
Le 17 octobre 2019, il signe un contrat avec les Raptors de Toronto. Le lendemain, il est libéré par les Raptors.
Le 28 octobre 2019, il intègre l'équipe de G-League affiliée aux Raptors, les Raptors 905.
Durant l'été 2019, il participe à la NBA Summer League de Las Vegas avec les Raptors de Toronto.
Le 27 janvier 2021, il retourne chez les Raptors 905.
Durant l'été 2021, il participe à la NBA Summer League de Las Vegas avec les Raptors de Toronto.

#### Konyaspor (2021-2022)
Le 20 août 2021, il part en Turquie et signe avec le Konyaspor (en) en première division.

#### Le Mans Sarthe Basket (2022-2023)
Le 14 juin 2022, il signe un contrat avec l'équipe française du Mans Sarthe Basket.
À la fin de la saison 2022-2023, il fait partie des trois finalistes pour le titre de MVP de la saison, finalement remporté par Victor Wembanyama.
Durant l'été 2023, il participe à la NBA Summer League de Las Vegas avec les Clippers de Los Angeles.

#### London Lions (2023-2024)
Le 20 juillet 2023, il signe avec l'équipe anglaise des London Lions.

## Palmarès

### Universitaire
- 2× First-team All-Ivy League en 2018 et 2019
- 2× Second-team All-Ivy League en 2016 et 2017

### En club
- Nommé dans le meilleur cinq majeur de Jeep Élite en 2023

## Statistiques

### Universitaires
Les statistiques de Matt Morgan en matchs universitaires sont les suivantes :
| Saison    | Équipe   | Matchs | Titul. | Min./m | % Tir | % 3pts | % LF | Rbds/m. | Pass/m. | Int/m. | Ctr/m. | Pts/m. |
| --------- | -------- | ------ | ------ | ------ | ----- | ------ | ---- | ------- | ------- | ------ | ------ | ------ |
| 2015-2016 | Cornell  | 27     | 26     | 30,7   | 41,5  | 32,9   | 80,8 | 3,15    | 1,96    | 1,41   | 0,37   | 18,89  |
| 2016-2017 | Cornell  | 28     | 27     | 32,4   | 45,6  | 37,6   | 85,7 | 4,61    | 2,14    | 0,79   | 0,21   | 18,07  |
| 2017-2018 | Cornell  | 28     | 28     | 34,6   | 49,2  | 36,9   | 81,7 | 4,61    | 3,21    | 0,82   | 0,32   | 22,50  |
| 2018-2019 | Cornell  | 31     | 31     | 32,3   | 51,2  | 43,1   | 86,0 | 4,55    | 3,00    | 1,35   | 0,29   | 22,16  |
| Carrière  | Carrière | 114    | 112    | 32,5   | 47,0  | 37,8   | 83,4 | 4,25    | 2,60    | 1,10   | 0,30   | 20,46  |